# Omar Doom
Pour les articles homonymes, voir Doom (homonymie).
Omar Makhdomi, connu sous le nom de scène Omar Doom, né le 29 juin 1976 à Easton, en Pennsylvanie, est un acteur américain.

## Biographie
La famille d'Omar Makhdomi est originaire du Cachemire. Son père est médecin à l'hôpital d'Easton et il a deux sœurs. En 1994, il entre à la Parsons The New School for Design pour y étudier la peinture. Il entame ensuite une carrière musicale en tant que chanteur du duo d'électro-rock Doomington. Il crée par ailleurs une ligne de vêtements avec sa sœur Saira. En 1998, il rencontre Quentin Tarantino et les deux hommes deviennent amis. Tarantino l'incite à poursuivre une carrière d'acteur et à adopter le nom de scène d'Omar Doom. Celui-ci prend alors des cours d'art dramatique.
Tarantino offre à Doom son premier rôle au cinéma, celui du petit ami du personnage joué par Vanessa Ferlito dans Boulevard de la mort (2007). Le réalisateur l'engage à nouveau, avec le rôle plus important du soldat Omar Ulmer, dans son film suivant, Inglourious Basterds (2009). Durant le tournage d'une scène avec Eli Roth, les deux acteurs manquent d'être incinérés. Il prête ensuite sa voix pour le jeu vidéo Dino D-Day (2011) et apparaît dans le clip du single Dream On du groupe Noel Gallagher's High Flying Birds (2012). En 2014, il est à l'affiche du film Higher Power.

## Filmographie
- 2007 : Boulevard de la mort de Quentin Tarantino : Nate
- 2009 : Inglourious Basterds de Quentin Tarantino : Omar Ulmer
- 2014 : Higher Power de Matthew Santoro : Dario
- 2019 : Once Upon a Time in Hollywood de Quentin Tarantino : Donnie